# TOI-4138 b
TOI-4138 b è un esopianeta in orbita attorno a TOI-4138, stella subgigante di classe spettrale G a 1674 anni luce di distanza dal Sistema solare, visibile nella costellazione dell'Orsa Minore.
È stato scoperto dall'osservatorio TESS (Transiting Exoplanet Survey Satellite) della NASA ("TOI" sta per "Tess Object of Interest") utilizzando il metodo del transito in cui viene misurato l'effetto di attenuazione che un pianeta provoca quando passa davanti alla sua stella.
La sua scoperta è stata annunciata nell'ottobre del 2021.

## Caratteristiche
TOI-4138b ha un periodo orbitale di 3,6 giorni, tipico di un gioviano caldo. Ciò implica una distanza dalla stella madre pari a circa sette volte e mezzo quella di Mercurio dal Sole. Essendo nota l'inclinazione, dalle misurazioni con la spettroscopia doppler si ottiene una massa planetaria equivalente al 67% di quella di Giove.
Inoltre, dall'offuscamento generato dal transito, si deduce un raggio pari al 149% di quello di Giove. È stato quindi possibile stimare la densità media del pianeta, che corrisponde al 25% di quella dell'acqua.